# Santa Ana Maya
Santa Ana Maya es una localidad en el noroeste del estado mexicano de Michoacán, cabecera del municipio homónimo. Se encuentra a una distancia de 63 km de la capital del estado, en la ubicación 20°0′29″N 101°1′19″O / 20.00806, -101.02194, a una altitud de 1841 m s. n. m.

## Demografía
Según los datos registrados en el censo de 2020, la localidad cuenta con 7220 habitantes, lo que representa un crecimiento promedio de 0.19 % anual en el período 2010-2020 sobre la base de los 7087 habitantes registrados en el censo anterior. Ocupa una superficie aproximada de 3.811 km², lo que determina al año 2020 una densidad de 1894 hab/km².
| Gráfica de evolución demográfica de Santa Ana Maya entre 2000 y 2020 |
|                                                                      |
| Fuente: Instituto Nacional de Estadística Geografía e Informática    |

En 2020 el 48.7 % de la población eran hombres (3517 personas) y el 51.3 % mujeres (3703 personas).
La población de Santa Ana Maya está mayoritariamente alfabetizada (5.43 % de personas mayores de 15 años analfabetas, según relevamiento del año 2020), con un grado de escolaridad promedio superior a los 8 años. El 95.5 % de los habitantes de Santa Ana Maya profesa la religión católica.
En el año 2010 estaba clasificada como una localidad de grado medio de vulnerabilidad social. Según el relevamiento realizado, 2767 personas de 15 años o más no habían completado la educación básica —carencia conocida como rezago educativo—, y 3289 personas no disponían de acceso a la salud.

## Economía
Las principales actividades económicas de la población son la agricultura, la ganadería y el comercio.

## Relaciones Internacionales

### Hermanamientos
- Sopó, Colombia (2021).[10]
- Pátzcuaro, México (2021).[11]